# كوكب مضاعف

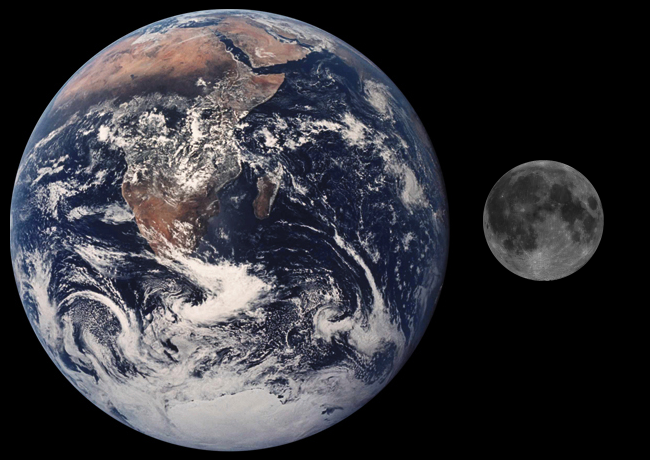
في نظام الأرض والقمر يقع مركز الجاذبية تحت سطح الأرض لذا النظام هو نظام كوكب-قمر تابع

في علم الفلك، الكوكب المزدوج (الكوكب الثنائي) هو نظام ثنائي يتكون من جسمين لهما كتلة كوكبية. لم يعترف الاتحاد الفلكي الدولي بهذا المصطلح، وبالتالي فهو ليس تصنيفًا رسميًا. نظر الاتحاد الفلكي الدولي في عام 2006 خلال اجتماعه العام باقتراح إعادة تصنيف بلوتو وقمره شارون كوكبًا ثنائيًا. لكن هذا الاقتراح أُهمل لصالح التعريف الحالي للكوكب. أشارت وكالة الفضاء الأوروبية ذات مرة في الإعلان الترويجي للمهمة سمارت-1 وقبل تعريف الاتحاد الفلكي الدولي للكوكب إلى أنّ نظام القمر– الأرض يشكّل كوكبًا مزدوجا.
يُشار بشكل غير رسمي إلى بعض الكويكبات الثنائية التي تتساوى في كتلتها تقريبًا في بعض الأحيان ككواكب صغيرة مزدوجة. وكمثال على نظام الكويكبات الثنائي 69230 هيرمس و90 أنتيوبي، والجسمان ذوا النظام الثنائي في حزام كبلر للكويكبات 79360 سيلا- نونام و1998 دبليو دبليو 31.

## تعريف الكوكب المزدوج
هناك نقاشات حول المعايير الواجب استخدامها لتمييز نظام ‹‹الكوكب المزدوج›› عن نظام كوكب – قمر. والاعتبارات هي كالتالي:

### يجب على الجسمين أن يحققا معايير الكوكب
يدعو التعريف الذي اقترحه الاتحاد الفلكي الدولي إلى أن يحقق الجسمان بشكل فردي معيار المدار الواضح لكي يُطلق عليهما اسم كوكب مزدوج.

### نسبة الكتلة بين الجسمين أقرب إلى الواحد
واحد من الاعتبارات المهمة في تحديد ‹‹الكوكب المزدوج›› هو النسبة بين كتلة الجسمين. تشير النسبة 1 بين الكتلتين إلى أن الكوكبين متماثلان في الكتلة، وتميل الأجسام ذات نسبة الكتلة القريبة من الواحد إلى أن تعتبر كواكب مزدوجة. باستخدام هذا التعريف، يمكن بسهولة استبعاد أقمار المريخ، والمشتري، وزحل، وأورانوس، ونبتون، لأنها جميعًا تملك كتلًا أقل من 0.00025 من كتلة كواكبها التي تدور حولها. تملك بعض الكواكب القزمة أيضًا أقمارًا، لكن كتلتها فعليًا أصغر من كتلة الكواكب القزمة نفسها.
أكثر استثناء جدير بالذكر هو نظام بلوتو – شارون. تبلغ نسبة كتلة شارون إلى بلوتو 0.117 (2/17 تقريبا) وهي قريبة كفاية من الواحد، لذلك وصف الكثير من العلماء بلوتو وشارون باستمرار بأنها ‹‹كواكب قزمة مزدوجة›› (وكانت تسمى «كواكب مزدوجة» قبل تعريف عام 2006 للكوكب). يعتبر الاتحاد الفلكي الدولي حاليًا أنّ شارون هو قمر لبلوتو، لكنه أبدى استعداده لإعادة النظر في تعريف الأجسام في نظام كواكب قزمة مزدوجة في المستقبل.
تبلغ النسبة بين القمر والأرض 0.01230 وهي قريبة بشكل ملحوظ من الواحد إذا ما قارناها بجميع النسب بين الكواكب وأقمارها. بالتالي، يرى بعض العلماء أنّ نظام الأرض – القمر هو نظام كوكب مزدوج، على الرغم أنّ هذا رأي الأقلية. يملك قمر الكوكب القزم إريس ديسنوميا نصف قطر يساوي تقريبًا ربع نص قطر إريس، بافتراض أنّ الكثافات متساوية (قد يختلف أو لا يختلف تركيب القمر ديسنوميا عن الكوكب القزم إريس). يجب أن تكون النسبة قريبة من 1/40 وهي قيمة متوسطة للنسب بين الأرض – القمر، بلوتو – شارون.
يحاول المعياران التاليان الإجابة على سؤال ‹‹ما هو مقدار اقتراب النسبة بين الجسمين من الواحد؟››

### موقع مركز الكتلة
حاليًا، التعريف المُقترح الأكثر شيوعًا لنظام الكوكب المزدوج هو مركز الأبعاد المتناسبة الذي يدور حوله الجسمين. يندرج بلوتو وشارون ضمن هذا التعريف ككواكب قزمة مزدوجة، إذ يدوران حول نقطة تقع خارج بلوتو، كما توضحه الرسوم التي أُنشئت من الصور التي أخذتها المركبة الفضائية نيوهورايزنز في يونيو من عام 2015.
بموجب هذا التعريف، لا يعد نظام الأرض – القمر حاليًا كوكبًا مزدوجا. على الرغم من أنّ كتلة القمر كافية ليقوم بدوران ملحوظ حول مركز الكتلة، لكن هذه النقطة تقع داخل الأرض. يبتعد القمر عن الأرض بمعدل تقريبي يساوي 3.8 سنتيمتر (1.5 إنش) في العام، وخلال بضعة مليارات من السنين سيقع مركز كتلة نظام الأرض – القمر خارج الأرض، مما سيجعلهما يشكلان نظام كوكب مزدوج.
يقع مركز كتلة نظام الشمس – المشتري خارج سطح الشمس، وعلى الرغم من هذا لا يشبه الجدال بأنّ الشمس والمشتري يشكلان نظام نجمي مزدوج الجدال بخصوص تشكيل بلوتو وشارون لنظام كوكب قزم مزدوج. تتمثل المشكلة في أنّ المشتري ليس نجمًا، أو حتى قزمًا بني، وبسبب كتلته الصغيرة، فهو غير قادر على تحقيق أي اندماج نووي.

### قيمة شد الحبل
اقترح إسحق عظيموف التمييز بين بنية كوكب – قمر وبنية الكوكب المزدوج على أساس ما دعاه ‹‹قيمة شد الحبل››، والتي لا تأخذ بعين الاعتبار الأحجام النسبية. تمثل هذه الكمية ببساطة النسبة بين القوى التي يمارسها الجسم الأكبر على الجسم الأصغر إلى القوة التي تمارسها الشمس على الجسم الأصغر. 
{\displaystyle {\text{tug-of-war value}}={\frac {m_{\mathrm {p} }}{m_{\mathrm {s} }}}\cdot \left({\frac {d_{\mathrm {s} }}{d_{\mathrm {p} }}}\right)^{2}}
حسب إسحق عظيموف قيمة شد الحبل لعدة أقمار، وأظهر أنّه حتى الكوكب العملاق الغازي الأكبر في المجموعة الشمسية، وهو المشتري، يسيطر على كواكبه الخارجية أكثر من الشمس بقليل فقط. وبعض هذه القيم ليست أكبر من الواحد بكثير. وجد عظيموف في أغلب الحسابات التي أجراها على قيمة شد الحبل أنّ هذه القيمة أكبر من الواحد. لذا تخسر الشمس في هذه الحالات في قيمة شد الحبل للكواكب. يشكل قمر كوكب الأرض الاستثناء الوحيد، إذ فازت الشمس في قيمة شد الحبل حيث بلغت 0.46، وهذا يعني أنّ سيطرة الأرض على القمر أقل من نصف سيطرة الشمس عليه. استخدم عظيموف هذه الحجة مع الحجج الأخرى ليدعم رأيه بأنّ القمر والأرض يجب أن يعتبرا نظامًا ثنائيًا (كوكب مزدوج).

### تشكّل النظام
الاعتبار الأخير هو الطريقة التي جاء بها الجسمان لتشكيل النظام. يُعتقد أنّ كلا نظامي الأرض – القمر وبلوتو – شارون قد تشكّلا نتيجة تصادمات هائلة. اصطدم الجسم الأول بالجسم الثاني، مما شكّل قرصًا من الحطام، وبسبب ازدياد نمو القرص، تشكّل جسمان جديدان، أو تشكّل جسم جديد واحد فقط، بينما بقي الجسم الثاني الأكبر (لكنه تغيّر). ومع ذلك، لا يعتبر التصادم الهائل شرطًا كافيًا ليشكل الجسمان ‹‹كواكب مزدوجة›› لأن اصطدامات كهذه من الممكن أن تشكّل أقمارًا صغيرة، كالأقمار الأربعة الصغيرة الخارجية لبلوتو.
سُميت فرضية أصل نشأة القمر المهملة ‹‹فرضية الكوكب المزدوج››. تنص هذه الفرضية على تشكل القمر والأرض في نفس المنطقة من القرص الكوكبي الأولي للنظام الشمسي، مما شكّل نظامًا خاضعًا للتفاعلات الثقالية. تشكّل هذه الفكرة أيضًا حالة إشكالية لتعريف جسمين على أنهما ‹‹كواكب مزدوجة›› لأنّ الكوكب يستطيع الاستيلاء على الأقمار أثناء التفاعل الثقالي. على سبيل المثال، يُعتقد أنّ أقمار المريخ (فوبوس وديموس) كويكبات استولى عليها المريخ منذ مدة طويلة. يعتبر هذا التعريف أيضًا أنّ نيبتون – تريتون أيضًا نظام كوكب مزدوج. لأن تريتون كان جسمًا في حزام كويبر بحجم وتكوين مماثل لبلوتو، واستولى عليه نبتون فيما بعد.